# Michael Park (Rallyebeifahrer)

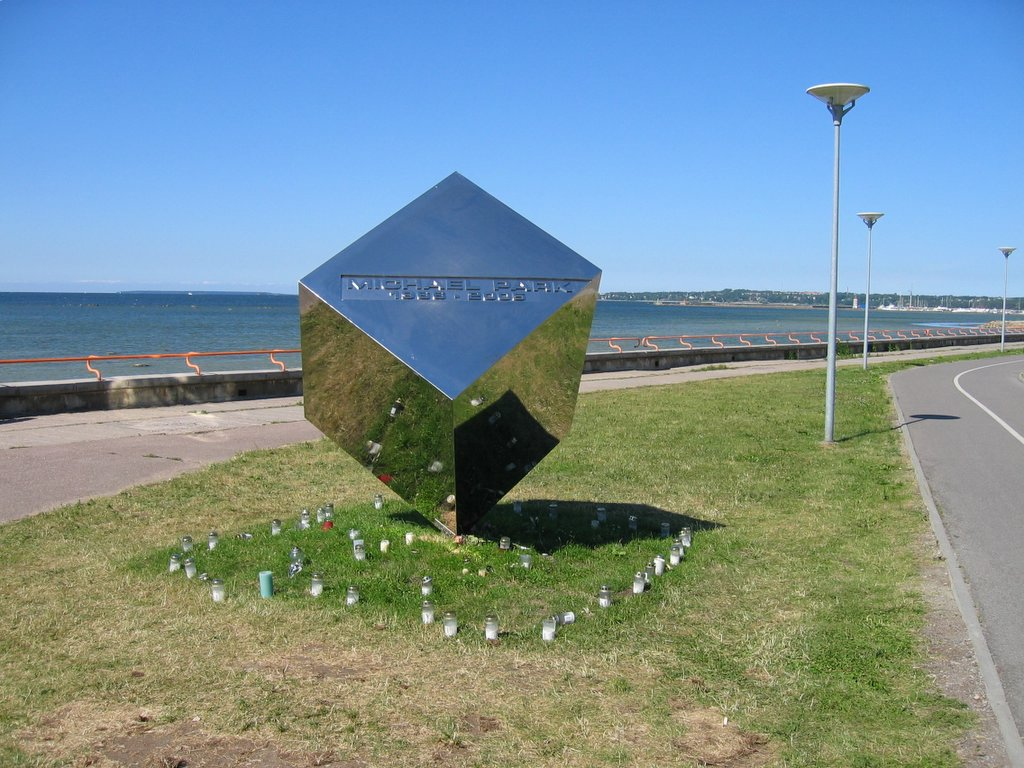
Michael-Park-Monument in Tallinn

Michael Park, Spitzname „Beef“ (* 22. Juni 1966 in Hereford; † 18. September 2005) war ein britischer Copilot im Rallyesport. Park war verheiratet mit seiner Frau Marie und Vater von zwei Kindern, William und Victoria.

## Leben
Er verunglückte am 18. September 2005 bei der Wales Rallye GB, einem Lauf zur Rallye-Weltmeisterschaft, als er und sein Pilot Markko Märtin mit ihrem Peugeot 307 Copilot-seitig gegen einen Baum prallten. Märtin erlitt keinerlei Verletzungen. Das Peugeot-Team nahm daraufhin auch seinen zweiten Fahrer, Marcus Grönholm, aus der Wertung der Rallye. Zur Zeit des Unfalls lag die Paarung Märtin/Park auf Platz 4 der Rallye-Weltmeisterschaft 2005. Nach Bekanntwerden des Unfalls strich die Rennleitung alle folgenden Wertungsprüfungen, was für Citroëns Sébastien Loeb nicht nur das Erringen des Gesamtsieges, sondern auch frühzeitig des Weltmeistertitels 2005 bedeutet hätte. Stattdessen nahm er bewusst eine Zeitstrafe auf sich, um nicht unter diesen Umständen zu gewinnen. Bei der Siegerehrung wurden alle Fahnen auf halbmast gehisst und eine Schweigeminute abgehalten.
Michael Parks Rallye-Karriere in der WRC begann im Jahr 1994. Er fuhr unter anderem mit Mark Higgins und den Rallye-Weltmeistern Colin McRae und Richard Burns. Seit 2000 startete Michael Park an der Seite des Esten Markko Märtin, zuerst in einem privaten Toyota, dann Subaru und Ford Werksteam, zuletzt Peugeot Werksteam. Mit ihm errang er fünf Siege in der Rallye-Weltmeisterschaft.

## Auszeichnungen
- 2000 und 2003 wurden Märtin/Park zur Mannschaft des Jahres in Estland gewählt